# Bachchor Heidelberg
Der Bachchor Heidelberg ist ein traditionsreicher Oratorienchor der Stadt Heidelberg. Neben der Barockmusik, insbesondere dem Werk Johann Sebastian Bachs, widmet sich der Chor einem breiten Spektrum der Chorliteratur bis hin zu zeitgenössischen Werken.

## Geschichte
Der Bachchor Heidelberg wurde 1885 von dem damaligen Universitätsmusikdirektor Philipp Wolfrum „...zur Pflege ernster, namentlich geistlicher Musik...“ gegründet.
Wolfrums Assistent Hermann Meinhard Poppen übernahm 1919 die Leitung des Chores. Er führte den Chor durch die Zeit des Zweiten Weltkriegs bis 1956. Sein Nachfolger war der Kirchenmusiker Erich Hübner, unter dem der Chor – in der Tradition Wolfrums – auch zunehmend wieder  zeitgenössische Werke zur Aufführung brachte. Seit 1987 ist Christian Kabitz Leiter des Chores. Zu seinem Nachfolger wurde Thomas Gropper designiert, der die Chorleitung ab Juni 2025 übernehmen wird.
Zirka viermal im Jahr führt der Chor im Rahmen der Bachkonzerte zusammen mit dem Philharmonischen Orchester der Stadt Heidelberg große Werke der Chorliteratur auf. Konzertreisen haben den Chor u. a. nach Sizilien, Israel, in die Ukraine und nach Shanghai geführt.

## Chorleiter
- 1885–1919: Philipp Wolfrum
- 1919–1956: Hermann Meinhard Poppen
- 1956–1985: Erich Hübner
- 1987–2025: Christian Kabitz
- Ab 2025: Thomas Gropper (designiert)